# Telefooncentrale Amsterdam-Slotervaart

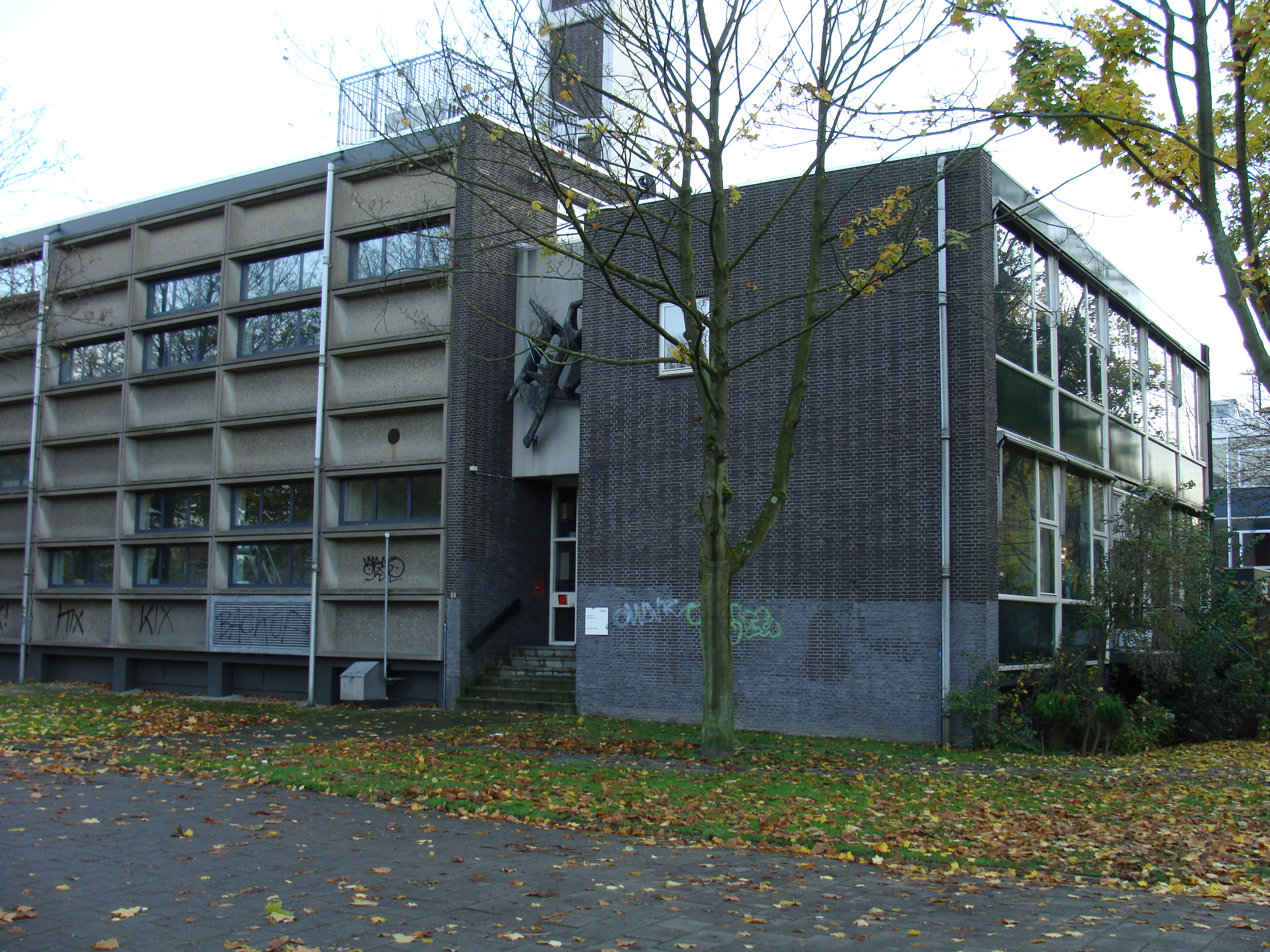
De telefooncentrale gezien vanaf de Plesmanlaan, 2008

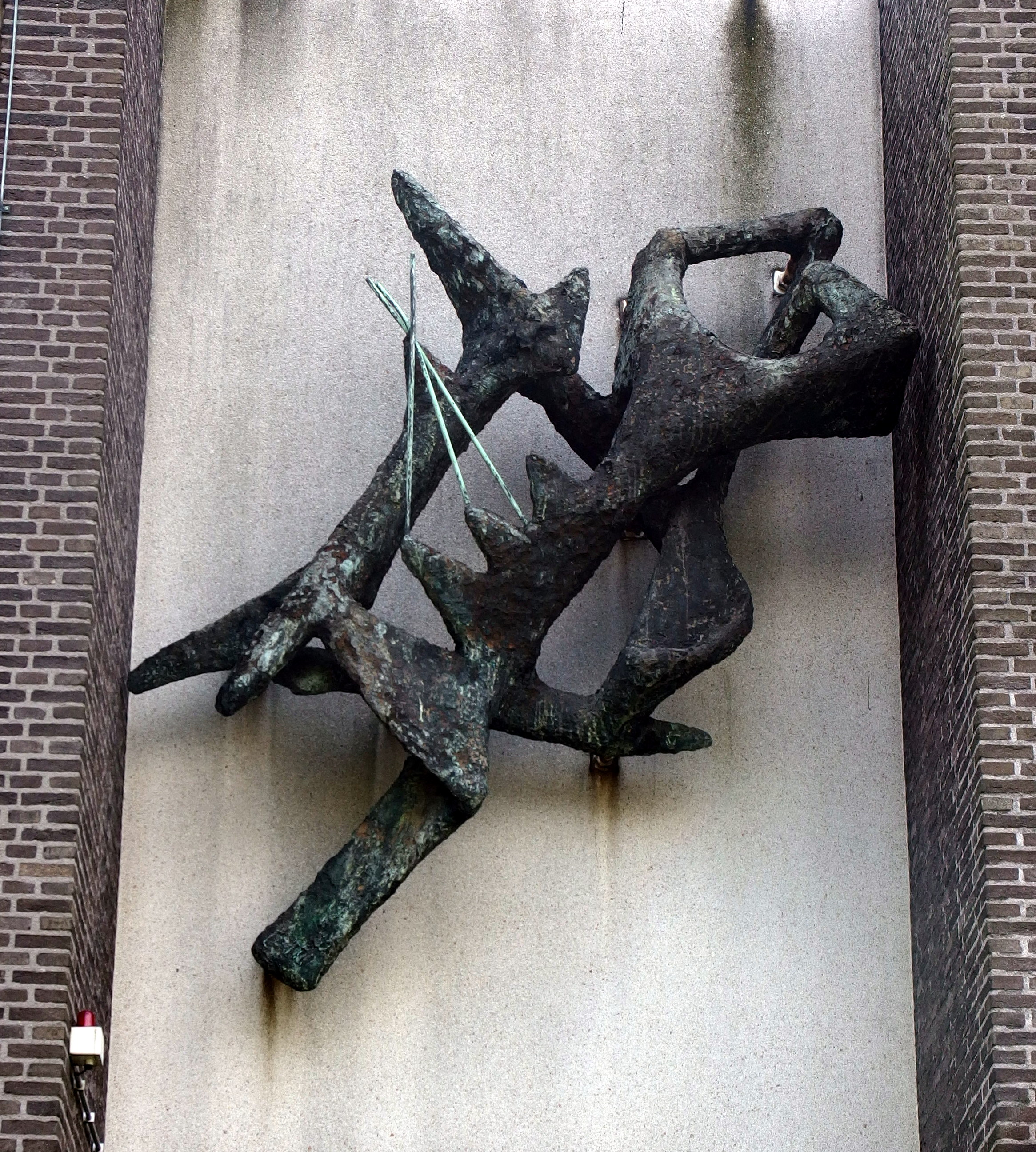
Communicatie, werk van Lotti van der Gaag

De telefooncentrale Amsterdam-Slotervaart (afkorting: Asd-Slov) is een telefooncentrale in de wijk Slotervaart in Nederlandse stad Amsterdam. Het gebouw werd op 2 december 2008 tot gemeentelijk monument verklaard.
De centrale, die aan de Plesmanlaan 1, op de hoek met de Ottho Heldringstraat 1, staat, dateert uit de periode 1958-1960..   
Vanaf 1928 was voor het gebied waar nauwelijks iemand woonde de Telefooncentrale Amsterdam-West in de Filips van Almondestraat werkzaam, maar die kon de toestroom niet meer aan. Het is een zogenaamde ondercentrale en die had bij de oplevering op 28 oktober 1960 een capaciteit van 20.000 aansluitingen, maar er slechts 4.000 kreeg; de telefoondienst kwam werknemers te kort om de overige aansluitingen direct te realiseren. 
In de jaren na oplevering werden in rap tempo nieuwe aansluiting aangelegd; er waren er rond het jaar 2000 nog 17.000 in gebruik.
Het gebouw is ontworpen door de architect B.J. Odink en bouwkundige J.W. Kamerling van de Dienst der Publieke Werken van de gemeente Amsterdam. De buitenwanden aan de Plesmanlaan hebben de vorm van een blokkendoos en zo werden die ook gebouwd; het zijn prefab-elementen. Het gebouw bestaat in wezen uit twee gebouwen die gescheiden worden door de toegang, waarboven al sinds de opening het beeld Communicatie van Lotti van der Gaag bevestigd is. Aan de Plesmanlaan staat genoemde blokkendoos, aan de Ottho Heldringstraat een meer kantoorachtig deel met veel glas, een deel was bij opening in gebruik bij de draadomroep.
In 2008 werd de centrale door het Bureau Monumenten & Archeologie van de gemeente Amsterdam (BMA) op de Amsterdamse Top 100 van jong erfgoed geplaatst. De BMA had deze lijst, met de honderd mooiste Amsterdamse gebouwen uit de jaren 1940-1968, samengesteld in opdracht van wethouder Tjeerd Herrema. Aanleiding hiervoor was de landelijke lijst met 100 voorgedragen rijksmonumenten uit de periode 1940-1958 die in 2007 door minister Plasterk van OC&W was vastgesteld. In december 2008 werd het gebouw op de gemeentelijke monumentenlijst van Stadsdeel Slotervaart geplaatst, als een van de 13 objecten in dat stadsdeel.
Het gebouw bleef in de periode 2020 tot 2022 als enige op deze hoek staan. Aan de zuidkant werd toen het zogenaamde Plesman Plaza met hoogbouw ingericht. 
Aan de Louis van Sonsbeekstraat in Osdorp staat een telefooncentrale van (vrijwel) gelijk ontwerp. Ook aan de Graafschapstraat bij de Europaboulevard stond zo'n telefooncentrale, maar is in 2012 afgebroken.